# Bernardo Lanzetti (1982)
Bernardo Lanzetti è il quinto album in studio del cantautore italiano Bernardo Lanzetti, pubblicato nel 1982 dalla CBS.

## Tracce
Testi e musiche di Bernardo Lanzetti.
1. Vita in provetta 3.27
2. Solamente noi 3.40
3. Giovani mostri in libertà 3.18
4. Futuro da dimenticare 3.57
5. Ho chiuso col Rock'n'Roll 3.47
6. Dandy - O 3.23
7. Bio-Gap 3.20
8. Non si può dire 4.02
9. Cherchez la femme 3.34
10. La ragazza del mio amico 4.00

## Formazione
- Bernardo Lanzetti: voce, chitarra
- Dzal Martin: chitarre
- Jackie McAuley: chitarra "slide"
- John Perry: basso, cori
- Steve Simpson: chitarre
- Rod Edwards: tastiere
- Dave Dowle: batteria, percussioni
- Nick Pentelow: sassofono
- Ian Carr: tromba
- Nick Magnus: tastiere
- Pete Wingfield: pianoforte